# Luis Seminario
Luis Seminario (Guayaquil, Provincia del Guayas, Ecuador, 23 de julio de 1991) es un futbolista ecuatoriano. Juega de volante de creación y su equipo actual es el Emelec de la Serie A de Ecuador.

## Trayectoria
En el 2005, a los 14 años de edad, se unió a la Sub-14 del Club Sport Emelec. El 3 de julio del 2010 frente al Deportivo Quito en el Estadio Olímpico Atahualpa, debutó en Primera División junto a Jean Pierre de la Rosa, Washington Vélez, Francisco Rendón y Bryan Carranza en la última fecha de la Primera Etapa de dicho torneo, cuando una fecha antes Emelec se había asegurado el primer lugar.

## Clubes
| Club   | País    | Año   |
| ------ | ------- | ----- |
| Emelec | Ecuador | 2010- |